# Karlovac
Pour les articles homonymes, voir Karlovac (homonymie), Karlstadt et Carlstadt.
Karlovac (prononcé [ˈkarloʋats], en allemand : Karlstadt ; en hongrois : Károlyváros) est une ville et une municipalité de Croatie centrale, le chef-lieu du comitat de Karlovac. Fondée sur l'ordre de l'archiduc Charles II d'Autriche au XVIe siècle, la ville est parfois appelée la « ville aux quatre rivières » (Korana, Kupa, Mrežnica et Dobra).

## Géographie
La ville est situèe à environ 56 km au sud-ouest de Zagreb et à 130 km à l'est de Rijeka et la côte Adriatique.
Au recensement de 2011, la municipalité de Carlovac comptait 55 705 habitants, dont 88,21 % de Croates et 8,01 % de Serbes et la ville seule comptait 46 833 habitants.

## Histoire

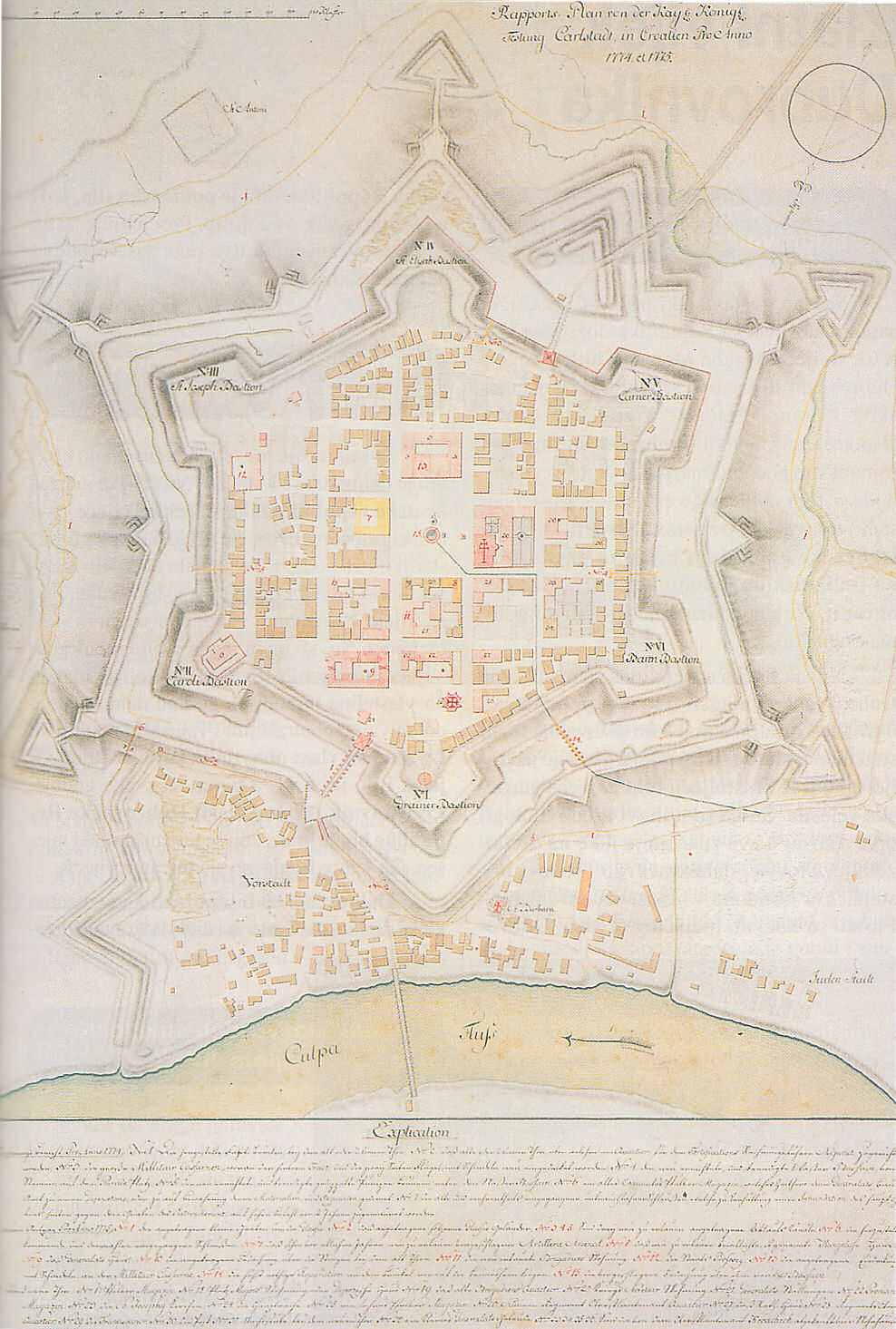
La forteresse de Karlovac (1774).

Le château de Dubovac, à l'origine du XIIIe siècle, situé à quelques kilomètres du centre-ville constitue la vieille ville de Karlovac ; il fut transformé par la suite en hôtel. La forteresse de Karlovac, l'actuel centre-ville, fut fondée  en 1579, à l'époque des guerres ottomanes. Elle est nommée d'après l'archiduc Charles II, régent de l'Autriche intérieure et gouverneur aux Confins militaires de la monarchie de Habsbourg.
La ville de Karlstadt était située dans le nord de la Krajina croate, dont elle était le chef-lieu, le siège du généralat des régiments N°I-IV de Lika, Otočac, Ogulin et Slunj. Le fort en style Renaissance a été aménagé selon la conception d'une « cité idéale » sous le règne de l'empereur Léopold Ier au cours de la deuxième moitié du XVIIe siècle. Dans sa forme initial, la forteresse de Karlovace peut être comparée aux villes de Palmanova ou de Nové Zámky (Neuhäusel) construites à la même époque.
Elle pu avoir reçu des uscoques après l'arret de leur piraterie au début du XVIIeme siècle.
L'épidémie de peste bubonique de 1773 réduit de moitié la population.
Le centre urbain, construit en forme d'étoile, est encore en cours de restauration après les importantes destructions qu'il a subi pendant la guerre d'indépendance croate (1991-1995). Les quartiers sud de la ville se sont retrouvés proches des lignes de front entre la République de Croatie et la République serbe de Krajina, les bombardements dévastent de nombreux quartiers. Le théâtre de la ville Zorin Dom, construit en 1892, a ainsi rouvert en 2000. Le 21 septembre 1991 se déroule une tuerie,  l' exécution sommaire de 13 prisonniers de guerre de l'Armée populaire yougoslave au pont sur la Korana.

## Culture
L'industrie la plus connue de Karlovac est sa brasserie Karlovačka Pivovara d.d., qui produit la bière « Karlovačko ». La ville accueille une des plus grandes manifestations croates chaque année à la fin du mois d'août une fête de la bière nommée « Dani Piva ».
La vieille ville est construite en étoile sur le site de l'ancienne forteresse, avec les différents établissements publics, dont le musée de la ville de Karlovac (Gradski Muzej Karlovac), l'église Saint-Nicolas (en) (serbe orthodoxe, 1787), le théâtre ("Zorin dom") et le lycée de Karlovac.
Le tour des anciens remparts, transformé en parc, abrite au nord-ouest le "Pavillon Katzler" (1897) et à l'ouest, le "Miljokaz" (vers 1775), colonne de pierre à quatre faces, marquant (dans l'ancien système de distance autrichien) le point de départ de la "Josefina", route de Senj (littoral adriatique).
À l'ouest, sur un colline, le château de Dubovac, reconverti en hôtel-restaurant.
Au sud, le musée (centre d'expérience) Nikola Tesla.
Plus au sud, à la sortie de la ville (Turanj), le musée de la guerre d’Indépendance de la Croatie, expose (en plein air) des chars, des véhicules blindés, des canons et un avion qui ont été utilisés par les forces croates pendant les combats (1990-1995). À l'intérieur, dans l'exposition, des panneaux font le récit des principales étapes de la guerre d'indépendance.
Autres centres d'intérêt touristique et culturel : églises (dont celle de la Sainte-Trinité avec le monastère franciscain et son musée, et le sanctuaire catholique Saint-Joseph), musée des pompiers, "Aquatica" (très grand aquarium d'eau douce), galerie d'art Vjekoslav Karas, promenades de bord de rivière, pont en bois ("Drveni Most"), musée ethnographique de Vučjak. En 2023, la majeure partie de la vieille ville est en restauration.
L'été, la ville accueille divers festivals : folklore, cinéma, ethno-jazz, bière, et autres événements culturels.

## Localités
La municipalité de Karlovac compte 52 localités : 
- Banska Selnica
- Banski Moravci
- Blatnica Pokupska
- Brezova Glava
- Brežani
- Brođani
- Cerovac Vukmanićki
- Donja Trebinja
- Donje Mekušje
- Donji Sjeničak
- Gornja Trebinja
- Gornje Stative
- Gornji Sjeničak
- Goršćaki
- Husje
- Ivančići Pokupski
- Ivanković Selo
- Ivošević Selo
- Kablar
- Karasi
- Karlovac
- Klipino Brdo
- Kljaić Brdo
- Knez Gorica
- Kobilić Pokupski
- Konjkovsko
- Koritinja
- Ladvenjak
- Lipje
- Luka Pokupska
- Mahićno
- Manjerovići
- Okić
- Popović Brdo
- Priselci
- Rečica
- Ribari
- Skakavac
- Slunjska Selnica
- Slunjski Moravci
- Šebreki
- Šišljavić
- Tušilović
- Tuškani
- Udbinja
- Utinja
- Vodostaj
- Vukmanić
- Vukoder
- Zadobarje
- Zagraj
- Zamršje

## Personnalités
- Daniel Sarky (1943-1999), acteur ;
- Branko Vukelić (1958–2013), homme politique ;
- Zrinka Cvitešić (née en 1979), actrice ;
- Ana Vidović (née en 1980), guitariste classique ;
- Ivan Vilibor Sinčić (né en 1990), activiste politique.

## Jumelages

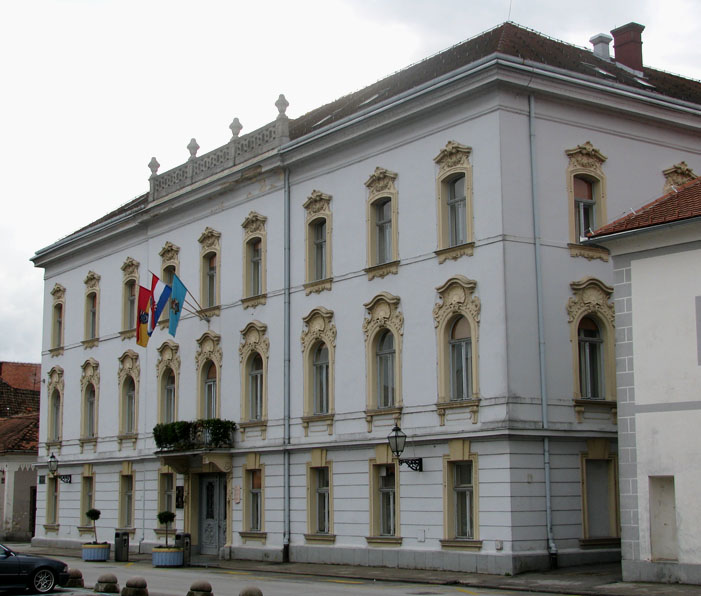
L'hótel de ville.

| Ville | Ville                         | Pays | Pays       | Période     |
| ----- | ----------------------------- | ---- | ---------- | ----------- |
|       | 7e arrondissement de Budapest |      | Hongrie    | depuis 2008 |
|       | Alexandrie,                   |      | Italie     | depuis 1964 |
|       | Kansas City                   |      | États-Unis | depuis 1977 |
|       | Kragujevac                    |      | Serbie     | depuis 1968 |
|       | Sofia                         |      | Bulgarie   |             |
|       | Tauragė                       |      | Lituanie   |             |